# Andrew Krepinevich

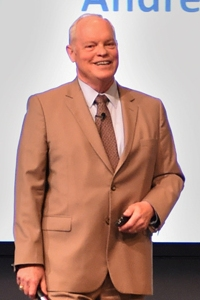
Andrew Krepinevich

Andrew F. Krepinevich junior (* 1950) ist ein US-amerikanischer Militärexperte.

## Karriere
Krepinevich studierte in West Point (Abschluss B.A.) und in Harvard (M.P.A. und Ph.D.). Er diente zwei Jahrzehnte in der United States Army. Danach arbeitete er als Regierungsberater und lehrte an verschiedenen Universitäten (West Point, George Mason University, Johns Hopkins University’s School of Advance International Studies, Georgetown University). Von 1995 bis 2016 war er Präsident des Center for Strategic and Budgetary Assessments. Für sein Buch The Army and Vietnam erhielt er 1987 den Furniss Award.

## Werke
- mit Barry Watts: The Last Warrior: Andrew Marshall and the Shaping of Modern American Defense Strategy. Basic Books, New York 2015, ISBN 978-0-465-03000-2.
- The Origins of Victory: How Disruptive Military Innovation Determines the Fates of Great Powers. Yale University Press, New Haven 2023, ISBN 978-0-300-23409-1.